# ميروسلاف باشايليتش
ميروسلاف باشايليتش (بالصربية: Мирослав Пашајлић) مواليد 7 فبراير 1995 في نوفي ساد، صربيا والجبل الأسود، هو لاعب كرة سلة صربي. بدأ مسيرته الاحترافية في سنة 2012. يحمل الرقم 3. يبلغ طوله 6 قدم 3 بوصة (1.9 م). لعب مع نادي إيجوكيا لكرة السلة في الدوري الأدرياتيكي.

## روابط خارجية
- ميروسلاف باشايليتش على موقع كرة السلة الأوروبية.كوم (الإنجليزية)
- ميروسلاف باشايليتش على موقع DraftExpress.com (الإنجليزية)
- ميروسلاف باشايليتش على موقع ريلجم (الإنجليزية)
- ميروسلاف باشايليتش على موقع بروبوليرز (الإنجليزية)